# Rinosinusitis aguda
La Rinosinusitis es la coexistencia de una inflamación de las fosas nasales y los senos paranasales, pueden ser agudas (10 días a 4 semanas), subagudas (4-12 semanas), crónicas (mayor a 12 semanas) y crónicas recurrentes (4 RS resueltas en el periodo de 1 año).
La Rinosinusitis aguda (RSA) es una patología de vital importancia en el área de salud, debido a que considera un alto costo y altera el ritmo y calidad de vida de las personas que lo padecen. Afecta más a varones que en mujeres con relación de 2-3:1.

## Anatomía
La pirámide nasal situada en el centro de la cara es una estructura compuesta por la pirámide nasal y las fosas nasales. Esta pirámide nasal, a su vez, está conformada por un esqueleto óseo cartilaginoso, las estructuras óseas derivan del hueso maxilar superior, donde se abre la abertura periforme, los llamados huesos propios de la nariz que se articulan por sus lados con el hueso maxilar superior y por su base en el hueso frontal y las láminas papiráceas del etmoides al nivel de las órbitas.
Las estructuras cartilaginosas se encuentran hacia la base de la pirámide nasal y van a conformar la columela nasal (porción más anterior y caudal del septum nasal, que separa la entrada de la nariz en dos vestíbulos nasales paralelos.) y las alas de la nariz; existen formaciones musculares en esta zona como son los músculos dilatadores y elevadores del ala de la nariz, inervados por el VII par craneal.
En el interior de las fosas nasales se encuentra hacia la parte medial el septum nasal que está constituido de arriba hacia abajo por la lámina perpendicular del etmoides, el cartílago cuadrangular y el vómer. La pared externa de la fosa nasal tiene varias formaciones óseas que constituyen los cornetes: inferior, medio y superior, donde sólo el cornete inferior es un hueso independiente, los demás(medio y superior) derivan de estructuras del etmoides; por debajo de los tres cornetes se encuentran los meatos, el inferior se ubica desde el piso de la fosa nasal hasta el hueso del cornete inferior y en él desemboca el conducto lagrimo-nasal, el medio constituye el sitio de drenaje de los senos paranasales llamados anteriores (seno maxilar, seno frontal y celdas etmoidales anteriores) y en el superior drenan los senos esfenoidales y las celdas etmoidales posteriores.
Las fosas nasales reciben una rica irrigación arterial procedente de la arteria esfeno- palatina, rama de la maxilar interna (carótida externa) las etmoidales anteriores y posteriores ramas de la oftálmica (rama de la carótida interna) y algunas ramas de la facial (arteria del subtabique). La irrigación de la pirámide nasal depende de ramas de la arteria facial. La inervación depende de las fibras nerviosas del esfeno palatino (porción posterior) y del nasal interno (porción anterior), el vestíbulo y la pirámide es inervada por la rama maxilar superior del trigémino.

## Fisiopatología
El rinovirus ingresa al cuerpo a través de la nariz, ya sea por inoculación directa o por partículas grandes en el aire. Las partículas vitales viajan en la corriente de moco a la región adenoide donde se unen a un receptor especializado (molécula de adhesión intercelular 1 del receptor de rinovirus) en las células linfoepiteliales que recubren los folículos linfoides. Por lo tanto, se estimula una reacción inflamatoria y se desarrollan síntomas comunes de rinosinusitis viral aguda (AVRS), que incluyen dolor de garganta, obstrucción nasal y rinorrea a las pocas horas de la exposición. Las anomalías, incluidos los niveles hidroaéreos, las secreciones aerosolizadas y la mucosa engrosada se observan con mayor frecuencia en los senos maxilares 87%, pero también en los senos etmoidales 65%, los senos frontales 32% y los senos esfenoides en 39%.

## Clínica
La clínica en Rinosinusitis Aguda forma parte del 80% para el diagnóstico. La triada sugestiva consiste en la presencia de rinorrea, obstrucción nasal y dolor facial a predominio unilateral. La rinosinusitis frontal suele doler en decúbito, mientras que la maxilar duele más en bipedestación. En caso de que los síntomas tenga una remisión < 10 días, es posible que la causa sea viral, por el contrario si la duración es >10 de días, hay presencia de fiebre y signos de inflamación, lo más probable es que la causa sea bacteriana.
INDICACIONES DE REMISION URGENTE
Los hallazgos de los siguientes signos o síntomas indican una remisión a un especialista o servicio de urgencias ya que puede llevar a complicaciones:
-         Fiebre alta >39 °C
-         Convulsiones
-         Signo meníngeos
-         Diplopía, ceguera
-         Edema periorbitario
-         Epistaxis
- Síntomas de HTE

## Diagnóstico
Para confirmar de manera óptima el diagnóstico de una rinosinusitis bacteriana se necesita el aislamiento de > 104 unidades formadoras de colonias (UFC) en una muestra obtenida a partir de punción del seno paranasal, cabe resaltar que este procedimiento no debe realizarse sistemáticamente en la práctica clínica.
Para establecer el diagnóstico de sinusitis bacteriana está debe realizarse según criterios clínicos y también pruebas complementarias ante sospecha de alguna complicación, respuesta inadecuada al tratamiento, recurrencias o situaciones de enfermedades graves de base o inmunosupresión.
Para el diagnóstico es necesario evaluar la forma de presentación más frecuente: Síntomas catarrales prolongados: Congestión o rinorrea acuosa, mucosa o purulenta, tos seca o productiva persistente por más de 10 días y menos de 1 mes. Empeoramiento frecuente por las noches. Esta viene a ser la presentación más frecuente en rinosinusitis agudas bacterianas.

## Tratamiento
El tratamiento se divide en médico no antibiótico y antibiótico.
En el tratamiento médico no antibiótico usamos analgésicos, lavados con suero salino, corticoterapia intranasal, mucoliticos, descongestivos y anntihistaminicos. Y solo observación.En el tratamiento antibiótico oral se recomienda amoxicilina, cefalosporinas, fluoroquinolonas.
La curación espontánea de la sinusitis aguda no complicada es alta (60-80%), por lo que actualmente la tendencia es recomendar la prescripción de antibióticos únicamente para los casos persistentes o complicados.
El tratamiento con antibióticos la de elección es la amoxicilina que tiene una buena actividad frente al neumococo, que es la bacteria que es la más implicada y presenta una tasa alta de complicaciones. En caso de que la etiología sea M. Catarrhalis o H. Influenzae se usa amoxicilina-clavulánico porque estas producen betalactamasas.
Las cefalosporinas orales de 2.ª  y 3.ª generación y fluoroquinlonas resultaron eficacia pero a comparación con el tratamiento con la amoxicilina aún no ha demostrado superioridad. Su uso se restringe para los pacientes con alergia no tipo I a la penicilina.
Existen criterios de derivación:
a)    Aspecto séptico.

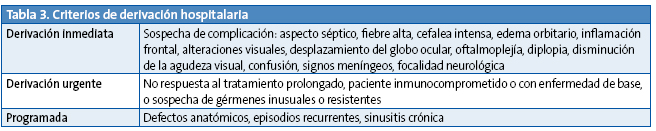
Criterios de derivación hospitalaria en rinosinusitis aguda.

b)    Afectación del estado general.
c)    Fracaso persistente de dos ciclos de tratamiento oral.
d)    Complicaciones.
e)    Entorno familiar de riesgo que no garantice el cumplimiento terapéutico.

## Complicaciones
Las complicaciones en la actualidad son muy remotas debido a su abordaje más temprano y acertado, con ello la morbo-mortalidad ha descendido considerablemente.
Sus complicaciones están divididas de acuerdo al lugar de afección:
- Complicaciones orbitarias.
- Complicaciones endocraneales.
- Complicaciones óseas.

Complicaciones orbitarias: La mayoría de casos debido a una etmoiditis, y sus presentaciones suelen ser las siguientes:
-Celulitis periorbitaria o preseptal: Infección medial del tabique orbitario, inflama la conjuntiva y el párpado por la zona medial.
-Celulitis orbitaria o postseptal: La infección al progresar inflama la grasa y músculos del globo ocular.
-Absceso subperiostico: Perdida de agudeza visual, ceguera en caso de afectar a la arteria central de la retina, neuritis óptica, panoftalmitis
-Absceso orbitario: Afecta las mismas áreas en conjunto con el absceso perióstico.
-Trombosis del seno cavernoso: Es un riesgo mortal hasta en un 60%. Síntomas ocultares bilaterales, papiledema, fiebre en picos, irritación meníngea.
Complicaciones endocraneales:
  - Meningitis
  - Encefalitis
  - Abscesos subdurales
  -Abscesos cerebrales
  - Abscesos epidurales
-Trombosis del seno cavernoso
Complicaciones óseas locales
-Mucoceles
- Osteomielitis (>frecuente: maxilares en niños y frontales)